# Bagatelle sans tonalité
 (février 2024).
Si vous disposez d'ouvrages ou d'articles de référence ou si vous connaissez des sites web de qualité traitant du thème abordé ici, merci de compléter l'article en donnant les références utiles à sa vérifiabilité et en les liant à la section « Notes et références ».
La Bagatelle sans tonalité, S.216a, est un morceau pour piano seul composé par Franz Liszt en 1885. Son manuscrit a pour titre « Quatrième Mephisto Valse » et a pu être prévu pour remplacer la quatrième Mephisto-Valse que Liszt n'arrivait pas à terminer ; le nom Bagatelle ohne Tonart apparaît en sous-titre de ce manuscrit.
La Bagatelle sans tonalité est une valse avec des sections qui se répètent selon des variations inventives. Cette pièce n'est pas particulièrement dissonante ni atonale au sens de Arnold Schönberg, mais elle est très chromatique. Ce type de musique a été défini comme « omnitonique » par François-Joseph Fétis dans le sens où il ne présente pas de centre tonique évident. Certains critiques ont suggéré, en se basant sur la basse mélodique, une tonalité de ré, ce qui la relie à la quatrième Mephisto-Valse.